# Manfreda virginica
Manfreda virginica är en sparrisväxtart som först beskrevs av Carl von Linné, och fick sitt nu gällande namn av Richard Anthony Salisbury och Joseph Nelson Rose. Manfreda virginica ingår i släktet Manfreda och familjen sparrisväxter. Inga underarter finns listade i Catalogue of Life.